# Polygala subopposita
Polygala subopposita är en jungfrulinsväxtart som beskrevs av S.K. Chen. Polygala subopposita ingår i släktet jungfrulinssläktet, och familjen jungfrulinsväxter. Inga underarter finns listade i Catalogue of Life.